# Advance Airlines
L'Advance Airlines era una compagnia aerea australiana attiva dal 1974 al 1981. Era gestita dall'ex pilota Bryan Greenberger.

## Storia
Nata nel 1974 quando Greenberger aveva indetto con successo un'offerta per la rotta da Sydney all'Isola di Lord Howe, rimasta libera quando la sussidiaria di Ansett Airlines Airlines of New South Wales aveva ritirato il suo servizio di idrovolanti, ma non aveva alcun aereo per gestirla. Entrò in società con il costruttore di Sydney, Alan Griffin che gli fornì un Beechcraft, dando inizio a un'operazione redditizia. La società era per metà di proprietà di Greenberger e per metà di proprietà della famiglia Griffin, con Greenberger come amministratore delegato, Griffin come presidente e il genero di Griffin, Jim Read, come direttore. La compagnia aerea subì il suo primo incidente nel 1976 quando un volo diretto all'isola di Lord Howe fu costretto a tornare all'aeroporto di Sydney dopo il decollo quando da un motore danneggiato uscì del fumo e frammenti di metallo.
Nel 1978 la compagnia aerea possedeva quattro aerei e operava da un hangar riconvertito all'aeroporto di Sydney. In quell'anno diresse anche dei voli all'interno del Nuovo Galles del Sud per Lord Howe Island, Temora, Condobolin, Scone, Quirindi, Gunnedah e Wee Waa. Si era recentemente ampliata per operare dei voli a basso costo per Toowoomba nel Queensland in concorrenza con le principali compagnie aeree e un vettore regionale esistente; questi voli, secondo quanto riferito, "si sono rivelati particolarmente popolari". La loro operazione era basata sullo stile "senza fronzoli" dell'imprenditore inglese Freddie Laker, senza cibo e bevande od hostess. La società lanciò un'aggressiva campagna pubblicitaria sui giornali di Sydney nel 1978 e Greenberger aveva stilato dei piani per espandersi a Geelong nel Victoria e sulla Sunshine Coast nel Queensland se la rotta di Toowoomba avesse avuto successo. Aveva anche ipotizzato che Advance potesse diventare il terzo importante vettore nazionale insieme ad Ansett Airlines e Trans Australia Airlines se il sistema di doppia compagnia australiana fosse crollato
Nel 1981, la compagnia aerea fu venduta e incorporata in Aviation Developments Operations, uno dei numerosi acquisti di compagnie aeree per pendolari da parte della nuova compagnia aerea, associata alla società finanziaria al dettaglio General Credits, che presto sarebbe stata rilevata dall'Australian Guarantee Corporation.

## Flotta
Nel 1980 Advance Airlines aveva una flotta di:
- 5 - Beechcraft Super King Air[2]

## Incidenti

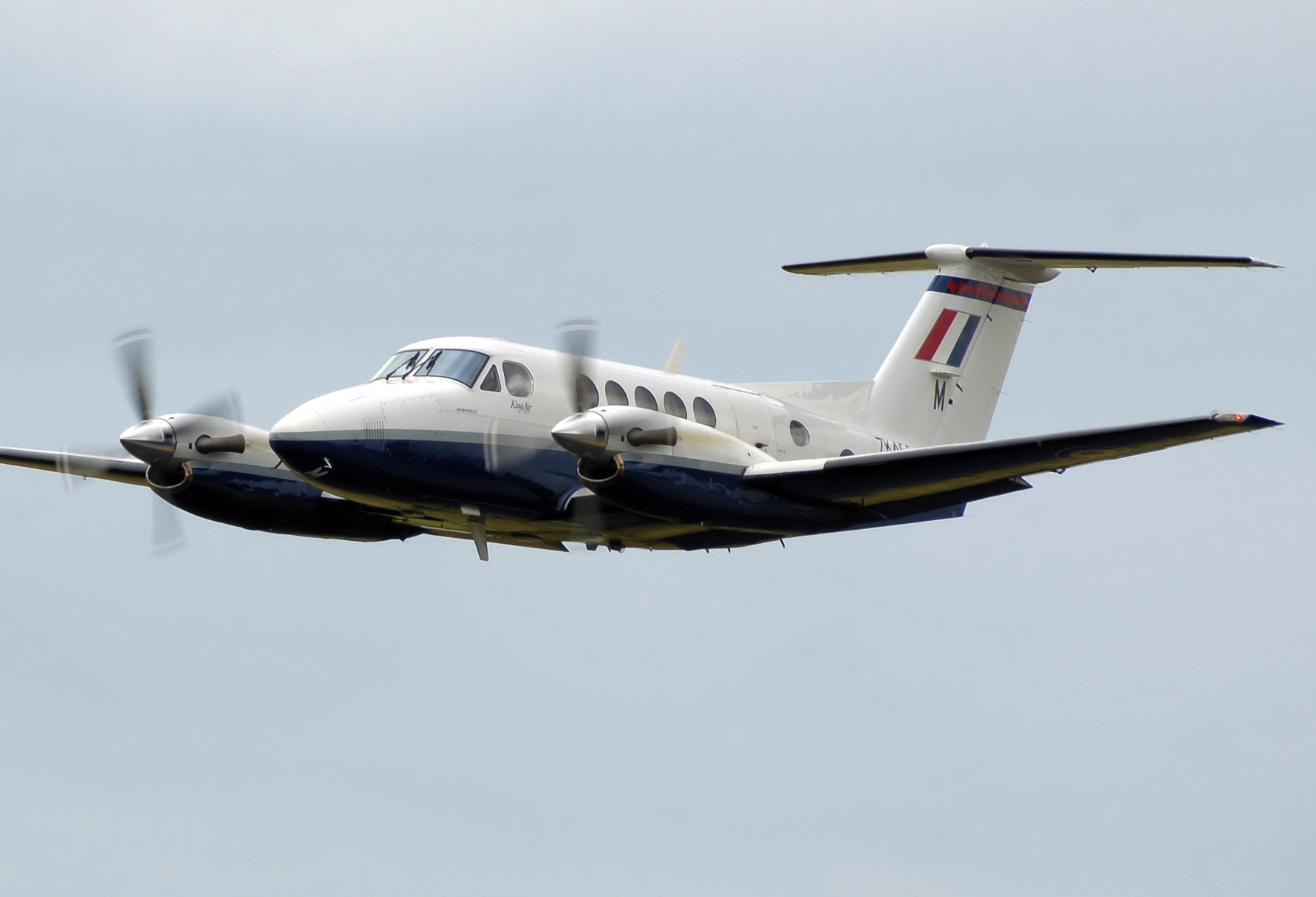
Aereo simile a quello precipitato nel 1980.

- Il 21 febbraio 1980 il volo Advance Airlines 4210 si schiantò all'aeroporto di Sydney dopo un guasto al motore durante il decollo, uccidendo tutte le 13 persone a bordo del Beechcraft King Air 200.[8] L'incidente portò alla formazione di una commissione d'inchiesta del 1982 che emanò una serie di raccomandazioni sulla sicurezza delle compagnie aeree in Australia. Nel 1982 un'indagine della commissione sull'incidente del 1980 sulla confusione riguardante la proprietà aziendale e la struttura aziendale dell'ex Advance Airlines consentì di avviare delle azioni legali per danni entro il termine di prescrizione legale.[9]
- Nel dicembre 1980 la compagnia aerea ebbe un incidente successivo, mentre era ancora attiva, quando un pilota collassò privo di sensi mentre operava un volo sull'isola di Lord Howe, che portò un passeggero a dover prendere il controllo dell'aereo per evitare un incidente, e si conquistò la prima pagina sui giornali di Sidney.[10]